# 琉球バス交通
株式会社琉球バス交通（りゅうきゅうバスこうつう）は、沖縄県沖縄本島を営業エリアとする路線バス・貸切バス事業者である。沖縄県豊見城市に本社を置く。
本項では、当社の前身である琉球バス株式会社についても述べることとする。以下、本項において「琉球バス」とは同社について称し、現事業者については「琉球バス交通」と称することとする。

## 概要
沖縄バス、那覇バス、東陽バスと並ぶ沖縄本島の民間乗合バス会社4社のうちの1社で、運行範囲は沖縄本島のほぼ全域に及び、与那原町・東村を除く沖縄本島の全市町村に路線を持つ。2014年3月末現在の運行系統数50系統、車両台数359台、従業員数626名は沖縄県内のバス事業者の中でいずれも最も多く、沖縄県内最大規模のバス事業者である。北部支線の全てと那覇 - 中部・北部路線の多くで沖縄バスとの共同運行を行っている。
かつては那覇市に本社を置いていたが、現在は豊見城市に本社を移転している。
福岡県北九州市に本拠を置く全国ネットの大手タクシー会社である第一交通産業の100%子会社で、2006年に自主再建を断念した琉球バス株式会社の事業を引き継ぎ営業開始した。

## 沿革
第二次世界大戦後の沖縄本島のバス路線事業は1950年4月1日に会社を設立した沖縄バスに始まり、1950年 - 1951年には沖縄戦で消滅していたバス事業者が再興されたり、新規にバス事業が開始されたりする動きがあり、14社（沖縄バス、共同バス、首里バス、三共バス、沖縄交通（桜）、那覇交通（銀）、合同バス、昭和バス、あらかき平尾バス、協和バス、東陽バス、第一交通、青バス、那覇陸運）が乱立した。うち8社の合併や買収などで誕生した昭和バス株式会社と青バス株式会社が1964年7月28日に合併し、琉球バス交通の前身である琉球バス株式会社が発足した。
琉球バスは沖縄県内最大手のバス会社として沖縄本島全域に多くの路線を持っていたが、マイカーの普及に押され徐々に収益が悪化し、1991年2月には110億円の負債を抱え、会社整理を申し立てて事実上倒産した。1996年1月から12か年計画で再建を進めたが、2000年には1976年から請け負い年間収入の1割にあたる約5億円の収入を得ていた米軍スクールバスの運行業務を失い、2001年以降は米同時多発テロの影響で貸切バスが減収となるなど、収益はさらに悪化していった。このため北部支線を中心とした不採算路線の廃止を行ったが、焼け石に水の状態であった。
2005年5月19日に那覇地方裁判所より民事再生法の適用申請を受理され、再び倒産した。退職金の5割削減を中心とした再建案を示したが、退職者からの同意取り付け期限であった2006年5月8日になっても約50人の退職者からの同意が得られなかったため、自主再建を断念し、営業譲渡を決定した。譲渡先として県内最大手タクシー会社グループである沖東交通グループや、県内バス会社の沖縄バス、すでに那覇バスを子会社としていた第一交通産業が名乗りを上げた。沖縄バスは買い取り交渉を断念し、第一交通産業は沖東交通グループを上回る8億5000万円の譲渡金を提示したため、譲渡先は第一交通産業に決まった。
2006年9月1日より第一交通産業傘下の琉球バス交通として営業を開始した。それに伴い、琉球バスは会社清算手続きに入った。那覇バスとは異なり運転手が確保できたため、幾つかの路線の減便で運行を開始することができた。しかし、開業当初は労働組合との団体交渉が決裂し、琉球バス労働組合が所属する日本私鉄労働組合総連合会（私鉄総連）と会社側との対立が続いていたが、現在においては労使協調路線である。
前面の琉球バス社章（Rマーク）は第一交通グループ入りを機に第一マークに取り替えられた。但し、上から貼っているだけなので、社章は第一マークの下に残ったままである。琉球バス交通に移行した後に塗装し直された車両については琉球バスの社章が外され、ペイントで「第一」と表記されている。
琉球バス時代の塗装の車両では、車内の運転手氏名プレート部分の上部に貼られた「琉球バス（株）」が残っている。
長年にわたり那覇市牧志に本社を置いていたが、那覇市が進める牧志・安里地区第1種市街地再開発事業の対象地域にかかったため、2008年8月に同じ第一交通グループの那覇バス事務部門や國和第一ハイヤーとともに豊見城市の豊崎タウンに移転した。

### 他社との合併
琉球バスは以前に那覇バスの前身である那覇交通と経営統合しようとしていた。そのころの準備として両社の観光用バスの塗装デザインをほぼ同じにしたが、県や関係機関から猛反対され統一はなされなかった。
1990年以降、利用者の急激な減少により、琉球バス・沖縄バス・那覇交通・東陽バスの4社統合計画が出たことがあるが、全て白紙となっている。2002年にはバス統合準備室を設置し、比較的経営状態の良い観光部門は各々の会社によって引き続き営業を続け、乗合部門のみを統合した新会社を設立するという統合計画を進めたが、沖縄バスの反対により中止された。
また、琉球バス交通発足後、同じく第一交通産業の傘下にある那覇バスとの経営統合が報じられたことがあるが、2022年4月1日に那覇バスの観光バス部門について定期観光バスを除き琉球バス交通へ統合することになった。

### 年表

#### 琉球バス以前

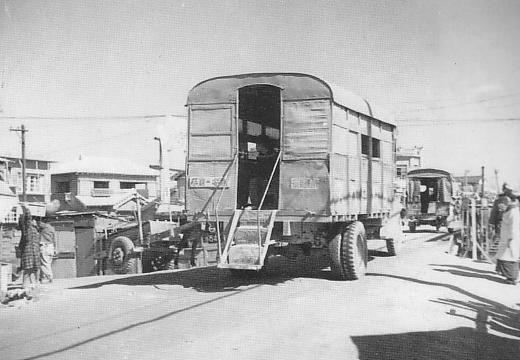
1950年代初め頃各バス会社が使用したトラック改造バス

- 1923年ごろ - 新垣バス（新垣義堅により）が誕生。
- 1932年1月ごろ - 久保田盛春によって、昭和バスの誕生。那覇 - 喜名（読谷山村（現読谷村））間、那覇 - 小禄 - 糸満 - 米須間を運行した。
- 1936年ごろ - 東・朝日両社と合併して沖縄運輸自動車商会になる。
- 1937年ごろ - 平尾バスが、あずまバス、日の出バスを合併、吸収して、平尾バスとなり誕生。
- 1939年ごろ - 新垣バスと平尾バスが合併してあらかき平尾バスが誕生。那覇―名護間を運行。
- 1945年4月-6月 - 沖縄戦により交通機能が完全に停止。会社も全て消滅した。
- 1950年
  - 4月1日 - 米軍による公営バスを引継ぎ、戦後沖縄初の民営バス会社である沖縄バスが誕生。以後1951年までに14社による乱立が始まる。
  - 5月16日 - 協同バスが誕生。
  - 7月21日 - 協同バスから遊覧バスに社名変更。
- 1951年
  - 3月6日 - 三共バスが誕生。
  - 6月28日 - 合同バスが誕生。
  - 7月3日 - 昭和バス、あらかき平尾バスが誕生。
  - 7月12日 - 協和バスが誕生。
  - 8月31日 - 第一交通（現在の当社の親会社の第一交通産業とは別）が誕生。
  - 11月13日 - 沖縄青バスが誕生。
  - 12月13日 - 那覇陸運が誕生。
- 1951年-1954年 - 那覇陸運と第一交通が合併、那覇陸運になる。昭和バスと三共バスが合併、昭和バスになる。
- 1952年5月15日 - 遊覧バスとあらかき平尾バスが、あらかき平尾バスになる。
- 1954年ごろ - 昭和バスとあらかき平尾バス、協和バス、合同バス、那覇陸運が合併、昭和バスになる。
- 1957年ごろ - 昭和バスで労働争議が発生。
  - 7月26日 - 昭和バス労組が、夏季手当ての15割を要求して遵法闘争に入った。
  - 8月3日 - 1957年7月26日の遵法闘争の際に組合の方針に反対するものが分裂し、ピケ隊排除のために警察の強権発動、多数派組合員の検挙まで引き起こした。

#### 琉球バス発足後

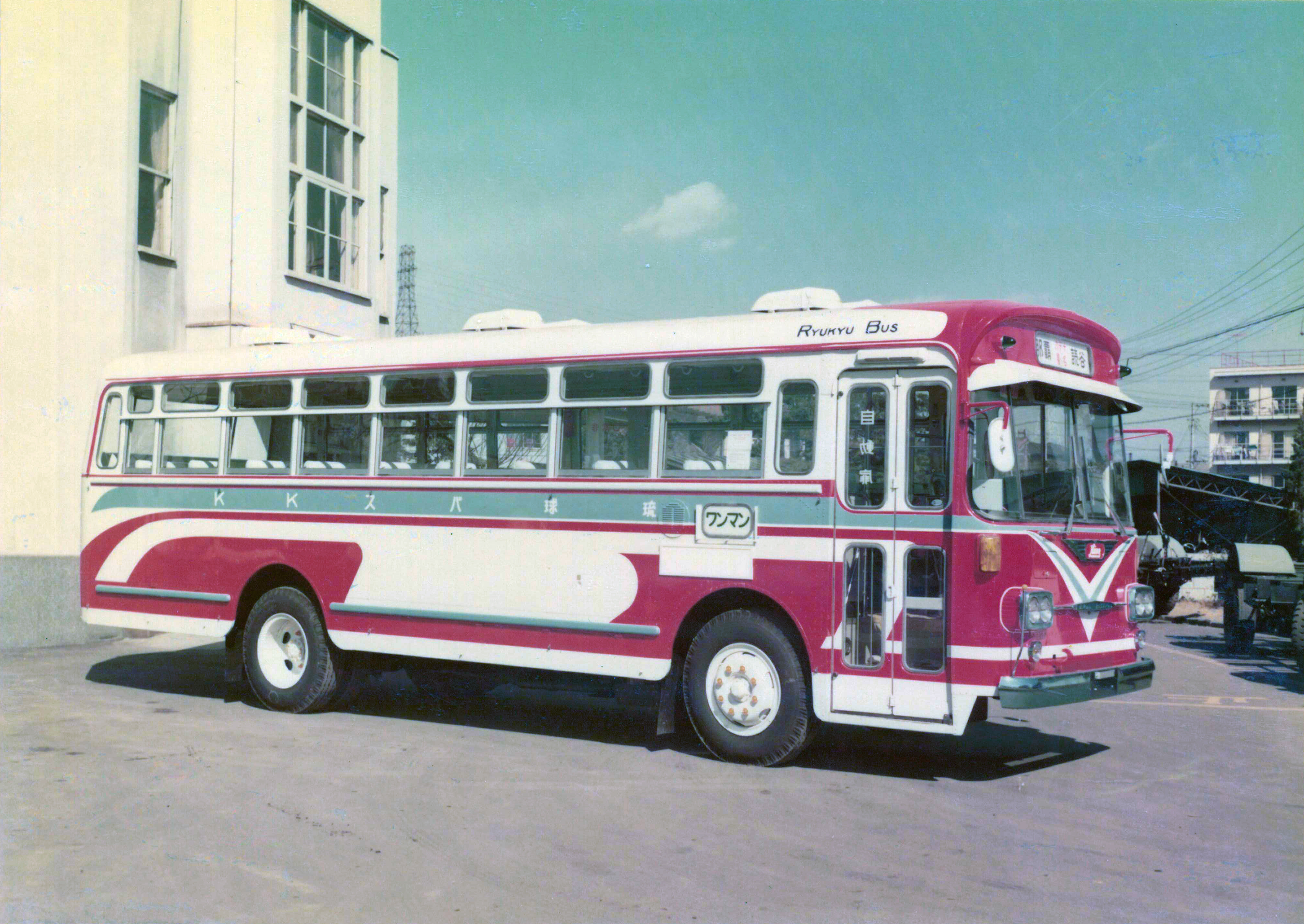
右側通行時代の琉球バス

- 1964年7月28日 - 昭和バスと沖縄青バスが合併、琉球バス株式会社が誕生。
- 1965年ごろ - 昭和観光を編入。
- 1975年12月15日 - 琉球バスで現金強奪事件が発生。同社の本社構内の事務所で社員8人が年末ボーナスの計算中、短銃や包丁を持った覆面姿の2人組が押し入り、直径約1mの円筒布袋を差し出し、「金を入れろ」と脅し、3,327万7,507円を奪って逃走。わずか2、3分の出来事。直ちに警察に通報、大がかりの捜査が続けられたが、犯人を割り出すことができなかった。年の瀬のボーナスシーズンで、しかも白昼だったため、沖縄県民の耳目を集めた。
- 1991年2月 - 負債110億円を抱え、商法に基づく会社整理を申し立て、事実上倒産。
- 1993年12月28日 - 北部支線（当時、11路線）で沖縄バスとの共同運行開始。
- 1996年
  - 1月ごろ - 会社再建のための12ヵ年計画を実施。
  - 4月1日 - 読谷線（28番、29番）、糸満線（32番（当時）、89番）を沖縄バスと共同運行開始。
- 1997年
  - 4月1日 - 110番・深夜バス運行開始（1998年6月11日廃止）。
  - 5月11日 - 93番・海洋博記念公園行き急行バス廃止。
- 1998年
  - 4月1日 - 120番・空港リゾート西線廃止。空港リムジンバス運行開始。
  - 4月27日 - 120番・名護西空港線運行開始。20番・名護西線、120番・名護西空港線を沖縄バスと共同運行開始。
- 2000年
  - 7月31日 - 米軍スクールバス事業より撤退。
  - 9月1日 - 99番・天久新都心線運行開始。県内初の特別運賃区間を設定（当初は2001年8月31日までの期間限定だったが、無期限となる）。
- 2001年4月16日 - 75番・石川砂辺線廃止。75番・石川北谷線、113番・具志川空港線運行開始。
- 2002年
  - 4月1日
    - 71番・運天線廃止。
    - 105番・豊見城市内一周線運行開始。

  - 9月2日 - 67番・辺土名（高校）線、76番・瀬底（高校）線経路変更。
- 2003年
  - 8月10日 - 沖縄都市モノレール線（ゆいレール）運行開始により、ダイヤ改正と路線再編を行う。32番・糸満（小禄）線、27番・屋慶名（大田）線廃止。89番・糸満（高良）線の山下・西崎経由を廃止。那覇西高校・西崎経由と航空隊・西崎経由を新設。223番・具志川おもろまち線、227番・屋慶名おもろまち線、228番・読谷おもろまち線、263番・謝苅おもろまち線、288番・宜野湾おもろまち線、290番・知花おもろまち線、298番・琉大おもろまち線運行開始。
  - 11月1日 - 94番・中部循環線廃止。
- 2004年
  - 4月2日 - 105番・豊見城市内一周線経路変更。
  - 4月15日 - 沖縄こどもの国のリニューアルオープンにより22番・那覇こどもの国線、26番・名護こどもの国線運行開始。
  - 10月1日 - 69番・奥線廃止（代替路線として国頭村営バス奥線が運行開始）。
- 2005年5月19日 - 那覇地裁が民事再生法適用申請を正式に受理。
- 2006年
  - 2月20日 - 110番・長田具志川線運行開始。55番・牧港線、56番・浦添線、88番・宜野湾線、98番・琉大（バイパス）線路線延長。
  - 4月24日 - 63番・謝苅線、263番・謝苅おもろまち線経路変更。
  - 4月-5月 - 元従業員による退職金問題等により自主再建を断念。
  - 5月25日 - 営業譲渡先を第一交通産業に決定。
  - 8月31日 - 琉球バスを設立してから約42年間行ったバス事業を終了。

#### 琉球バス交通発足後
- 2006年
  - 9月1日 - 琉球バス株式会社より営業権を引き継ぎ、株式会社琉球バス交通として営業を開始。56番・浦添線、99番・天久新都心線路線延長。22番・こどもの国宮里線（旧那覇こどもの国線）路線名変更と路線延長。21番・名護東線路線短縮。26番・名護こどもの国線廃止。
- 2007年
  - 1月ごろ - 那覇バスと観光車両を交換。観光バスに初の那覇バス色が登場。
  - 4月ごろ - 路線バスに那覇バス塗装の車両が複数台投入。
  - 6月25日 - 56番・浦添線路線変更。
  - 9月10日 - 55番・牧港線経路変更。56番・浦添線起点変更。
- 2008年
  - 7月30日 - 豊見城市豊崎に新営業所が落成。落成式。
  - 8月1日 - 那覇市牧志にあった本社・観光部と豊見城市与根にあった与根営業所が豊見城市豊崎に移転し、豊崎営業所の運用が開始。55番・牧港線、56番・浦添線、88番・宜野湾線、98番・琉大（バイパス）線の4路線が、道の駅豊崎まで路線延長された。
  - 10月1日 - 21番・名護東線廃止。
- 2009年
  - 1月19日 - 288番・宜野湾おもろまち線、298番・琉大おもろまち線廃止。
  - 4月19日 - 22番・こどもの国宮里線、27番・屋慶名（球陽高校経由）線廃止。21番・新都心具志川線運行開始。
- 2010年
  - 3月31日 - 空港リムジンバスの運行から撤退。
  - 5月1日 - バスロケーションシステム本格運用開始。
  - 12月1日 - 浦添市が計画した浦添市コミュニティバスを那覇バスと共同運行を開始。
- 2011年
  - 2月28日 - 浦添市コミュニティバスの運行を終了。採算面で路線化ならず。
  - 3月28日 - 26番・宜野湾空港線運行開始。56番・浦添線が浦西団地からJA西原前（一部便は真栄原）に路線延長。
- 2012年8月8日 - 沖縄県が計画し、うるま市の沖縄IT津梁パークや国際物流特別地域（旧特別自由貿易地域）、その周辺地域で通勤バスの実証実験の為に、沖縄IT津梁パーク通勤バス実証実験開始。
- 2013年4月1日
  - 沖縄本島内の路線バス会社4社の路線バス総合案内サイト（バスなび沖縄）を運用開始。
  - エアポートライナー運行開始。
- 2014年4月1日 - エアポートライナーを前日限りで運行終了し、沖縄バスとの共同運行として空港リムジンバスに再参入。
- 2015年
  - 4月27日 - ICカードOKICA運用開始（定期券機能はシステム調整が間に合わず、同年6月以降の導入予定）[15]。111番高速バス専用回数券以外のすべての券種の回数券の発売終了（使用は2016年3月31日の最終便まで）。
  - 6月15日 - 糸満市が行う実証実験として、那覇空港 - 糸満市内間直行バス「いとちゃんバス」を運行開始（2016年1月3日終了）。
  - 8月 - 國和第一ハイヤーを吸収合併し、ハイヤー部を設立[16]。
  - 8月27日 - 導入が遅れていたOKICAでの定期券機能の運用開始。IC定期券運用開始により、従前の紙定期券は券面に表示されている期限をもって終了となり、以後の更新や新規購入の際は、OKICAが必要となった。（新規購入の場合はデポジット500円が別途必要になるが、既にOKICAを持っている場合は不要。）
- 2016年
  - 3月28日 - 27番屋慶名線、227番屋慶名おもろまち線廃止。27番の経路を短縮した24番那覇大謝名線運行開始。
  - 4月1日 - 111番高速バス専用回数券を除く、すべての券種の回数券の使用終了。（111番専用回数券は同系統に限り、引き続き使用可能）
- 2017年7月1日 - 117番美ら海直行（高速）運行開始（沖縄バス・那覇バス共同運行）　117番の運行開始に伴い、111番の運行減便された。
- 2021年1月12日 - 189番糸満空港線、256番浦添てだこ線を新設。
- 2022年
  - 4月1日 - 那覇バスから定期観光バスを除く観光バス部門を引き継ぎ、統合[14]。また、公式ホームページを2社で合同化（各SNSは2社それぞれで存続）。
  - 10月17日 - 90番を空港発着にした、190番知花空港線の運航開始。[17]

## 路線

### 営業路線、及び所轄営業所
- 20番・名護西線（沖縄バスとの共同運行） - 豊見城営業所
- 21番・新都心具志川線 - 豊見城営業所・具志川営業所
- 23番・具志川線 - 豊見城営業所・具志川営業所
- 24番・那覇大謝名線 - 豊見城営業所・具志川営業所
- 26番・宜野湾空港線 - 豊見城営業所・宜野湾出張所
- 28番・読谷（楚辺）線（沖縄バスとの共同運行） - 豊見城営業所・読谷営業所
- 29番・読谷（喜名）線（沖縄バスとの共同運行） - 豊見城営業所・読谷営業所
- 50番・百名（東風平）線 - 豊見城営業所・百名営業所
- 51番・百名（船越）線 - 豊見城営業所・百名営業所
- 54番・前川線 - 豊見城営業所・百名営業所
- 55番・牧港線 - 豊見城営業所・宜野湾営業所
- 56番・浦添線 - 豊見城営業所・宜野湾営業所
- 62番・中部線 - 読谷営業所
- 63番・謝苅線 - 豊見城営業所・具志川営業所
- 65番・本部半島（渡久地）線（沖縄バスとの共同運行） - 名護営業所
- 66番・本部半島（今帰仁）線（沖縄バスとの共同運行） - 名護営業所
- 67番・辺土名線（沖縄バスとの共同運行） - 名護営業所
- 70番・備瀬線（沖縄バスとの共同運行） - 名護営業所
- 72番・屋我地線 - 名護営業所
- 75番・石川北谷線 - 具志川営業所
- 76番・瀬底線（沖縄バスとの共同運行） - 名護営業所
- 78番・名護東部線 - 名護営業所
- 81番・西崎・向陽高校線 - 糸満営業所
- 82番・玉泉洞糸満線 - 糸満営業所
- 83番・玉泉洞線 - 豊見城営業所・百名営業所
- 88番・宜野湾線 – 豊見城営業所
- 89番・糸満（高良）線（沖縄バスとの共同運行） – 豊見城営業所・糸満営業所
- 90番・知花（バイパス）線 – 豊見城営業所・具志川営業所
- 98番・琉大（バイパス）線 – 豊見城営業所・宜野湾営業所
- 99番・天久新都心線 – 豊見城営業所・宜野湾営業所
- 105番・豊見城市内一周線 - 豊見城営業所
- 107番・南部循環（真壁）線 - 糸満営業所
- 108番・南部循環（喜屋武）線 - 糸満営業所
- 110番・長田具志川線 - 豊見城営業所・具志川営業所
- 111番・高速バス（沖縄バス、那覇バス、東陽バスとの共同運行） - 名護営業所
- 112番・国体道路線 - 豊見城営業所・具志川営業所
- 113番・具志川空港線 - 具志川営業所
- 117番・美ら海直行（沖縄バス・那覇バスとの共同運行） - 名護営業所
- 120番・名護西空港線（沖縄バスとの共同運行） - 豊見城営業所・名護営業所
- 123番・石川空港線 - 具志川営業所
- 152番・イオンモール沖縄ライカム（高速）線 - 豊見城営業所
- 189番・糸満空港線 – 糸満営業所
- 190番・知花空港線 – 豊見城営業所・具志川営業所
- 223番・具志川おもろまち線 - 豊見城営業所・具志川営業所
- 228番・読谷おもろまち線（沖縄バスとの共同運行） - 豊見城営業所・読谷営業所
- 256番・浦添てだこ線 - 豊見城営業所・宜野湾営業所
- 263番・謝苅おもろまち線 - 豊見城営業所・具志川営業所
- 沖縄市循環バス（沖縄市からの受託運行）[18] - 具志川営業所
  - 西部ルート
  - 北部ルート
- 北谷町コミュニティバス「C-BUS」（北谷町からの受託運行） - 読谷営業所・宜野湾営業所
- 北中城村内周遊バス「グスクめぐりん」（北中城村からの受託運行） - 具志川営業所
- なご丸（名護市からの受託運行） - 名護営業所

### 廃止路線、及び所轄営業所
- 21番・名護東線 - 具志川営業所・名護営業所
- 22番・那覇こどもの国線 – 与根営業所
- 22番・こどもの国宮里線 – 豊崎営業所・具志川営業所
- 26番・名護こどもの国線 – 名護営業所
- 27番・屋慶名（大謝名）線 - 豊崎営業所・具志川営業所
- 32番・糸満（小禄）線 – 与根営業所・糸満営業所
- 52番・奥武線 – 那覇営業所・百名営業所
- 53番・志喜屋線 -豊見城営業所・百名営業所
- 64番・喜瀬武原線 – 具志川営業所
- 69番・奥線 - 名護営業所
- 71番・運天線 - 名護営業所
- 73番・川田線（沖縄バスとの共同運行） - 名護営業所
- 74番・名護東部（平良廻り）線 - 名護営業所
- 75番・宜野湾市内線 - 宜野湾営業所
- 75番・石川砂辺線 - 具志川営業所
- 83番・米須折り返し線 - 糸満営業所
- 84番・真壁線 - 糸満営業所
- 85番・摩文仁線 - 糸満営業所
- 85番・国吉（大里）線 – 糸満営業所
- 86番・国吉（真栄里）線 - 糸満営業所
- 87番・喜屋武線 - 糸満営業所
- 88番・陸運事務所線 - 那覇営業所
- 93番・海洋博記念公園行き急行バス - 那覇営業所
- 94番・中部循環線 - 読谷営業所
- 105番・南部病院折り返し線 - 那覇営業所・糸満営業所
- 110番・深夜バス - 与根営業所
- 120番・空港リゾート西線 - 名護営業所
- 227番・屋慶名おもろまち線 - 豊崎営業所・具志川営業所
- 288番・宜野湾おもろまち線 - 豊崎営業所・宜野湾出張所
- 290番・知花おもろまち線 - 豊崎営業所・具志川営業所
- 298番・琉大おもろまち線 - 豊崎営業所・宜野湾営業所
- 沖縄市中心市街地循環バス（沖縄市からの受託運行） - 具志川営業所
  - 胡屋ルート
- 浦添市コミュニティバス
- 沖縄IT津梁パーク通勤バス - 具志川営業所

#### 定期観光バス
定期観光バスは那覇バスに一本化したため廃止され、現在は運行していない（琉球バス交通発足後、2007年3月末までに休止、その後廃止）。沖縄本島南部の沖縄戦跡国定公園やおきなわワールドなどを回るAコース、本島中・北部の国営沖縄記念公園や沖縄市内などを回るBコースがあった。
Aコース（南部戦跡・玉泉洞観光）
琉球バス本社→海軍壕→琉球ガラス村→ひめゆりの塔→平和祈念公園→おきなわワールド（玉泉洞）→国際サンゴ加工所→琉球バス本社
所要6時間。1日2本運行。
Bコース（国営沖縄記念公園観光）
琉球バス本社→琉球村→万座毛→ドライブインハワイ→国営沖縄記念公園→名護パイン園→東南植物楽園→プラザハウスショッピングセンター→琉球バス本社
所要10時間。1日1本運行。国営沖縄記念公園の休園日（木曜日）は、車窓見学または、別コースとなっていた。

## バスターミナル・営業所
- 糸満バスターミナル/糸満出張所（沖縄県糸満市字糸満2276-2）沖縄バスと共同使用。
- おもろまち駅前広場（沖縄県那覇市おもろまち4丁目）沖縄バス、那覇バスと共同使用。自社事業所ではない。
- 具志川バスターミナル/具志川営業所（沖縄県うるま市田場1784）整備工場併設。
- 名護バスターミナル/名護出張所（沖縄県名護市宮里444-1）沖縄バス、那覇バス、東陽バスと共同使用。
- 那覇バスターミナル/那覇営業所（沖縄県那覇市泉崎1-20-1）沖縄バス、那覇バス、東陽バスと共同使用。
- 百名バスターミナル/百名営業所（沖縄県南城市玉城百名772-1）
- 辺土名バスターミナル（沖縄県国頭郡国頭村辺土名273）沖縄バスと共同使用。折返し駐車場扱い。
- 読谷バスターミナル/読谷出張所（沖縄県中頭郡読谷村字瀬名波621-3）沖縄バスと共同使用。
- 宜野湾出張所（沖縄県宜野湾市真志喜2-25-1）
- 豊崎営業所（沖縄県豊見城市字豊崎3-20）観光部営業所。整備工場併設。同グループのタクシー会社である那覇第一交通も豊崎営業所として共用。
- 砂辺駐車場（沖縄県中頭郡北谷町字砂辺173）折返し駐車場。
- 石川東山駐車場（沖縄県うるま市石川東山1-3-2）折返し駐車場。
- 南城市役所バスターミナル（沖縄県南城市佐敷字新里1870）沖縄バス、東陽バスと共同使用。琉球バス交通は折返し駐車場扱い。
- 豊見城営業所（沖縄県豊見城市字翁長811）

### 閉鎖または撤退した営業所・バスターミナル
- 普天間駐車場（沖縄県宜野湾市）
- 安里本社・観光部（沖縄県那覇市牧志3-15-15）2008年8月1日閉鎖。
- 与根営業所（沖縄県豊見城市字与根50-65）2008年8月1日閉鎖。
- 屋慶名バスターミナル/屋慶名連絡所（沖縄県うるま市与那城屋慶名467-25）2016年3月28日撤退。折返し駐車場扱いであった。

## 車両

### 琉球バス交通
2006年に琉球バスから琉球バス交通となってから、路線車は2012年まで新車が導入されず中古車のみで賄われてきた。2012年より東急バスなどの首都圏の事業者の中古車両のノンステップバスを導入しているほか、2013年より、県の一括交付金を活用しノンステップバスの新車が導入されている。ノンステップバスは主に幹線（23番、89番など）を中心に投入されている。他にも、中古車両だがワンステップバスも一定台数存在する。ノンステップバスは、すぐ見分けがつくよう、「NON－STEP」の表記が前面・側面・後方にされている（ワンステップバスには表記なし）。
琉球バス交通移管後の2007年には旧式車両を代替するため、京浜急行バスの中古車両が大量に導入された。その際は、同じく第一交通産業の子会社である那覇バスと同時に導入されたため、いすゞ車を多く保有している那覇バスの影響もあり、従来多く保有していた日産ディーゼル（現・UDトラックス）車と日野車以外に、いすゞ車も導入された。また、三菱ふそう車も一部導入されている。このほか、北谷町コミュニティバス「C－BUS」用に14人乗りの1BOX車（日産・NV350キャラバン）も保有する。
現在でも那覇バスとの同時導入が行われているが、車種に関しては那覇バスへはいすゞ、琉球バス交通へは日産ディーゼル、日野と振り分けられて導入されている。観光車両においては那覇バスと同時に新車の購入も行われている。また、初期には両社で車両を交換したことがあるため、路線車同様に琉球バス交通には珍しいいすゞ車が数台存在する。
琉球バス交通となってからの導入車両は一般路線車、高速路線車、貸切車のいずれも白地にレインボーカラー帯で那覇バスとの共通塗装である。琉球バス時代に導入された車両は数台が塗装変更されたほかは旧塗装のまま運用されているが、車両代替が進み旧塗装車両はほぼ淘汰されている。
中古車両のうち、ノンステップバス以外の車両については、中(後)扉のステップを塞ぐ、あるいは撤去して側面窓を取り付けたうえで座席を増設する改造が施されている。
2010年より夏期の観光バス閑散期限定で、逆に夏期は繁忙期となる北海道の宗谷バスへ車両リースが開始され、三菱ふそう・エアロエース5台が貸し出されている。乗務員の派遣は那覇バスとともに2008年より行われている。

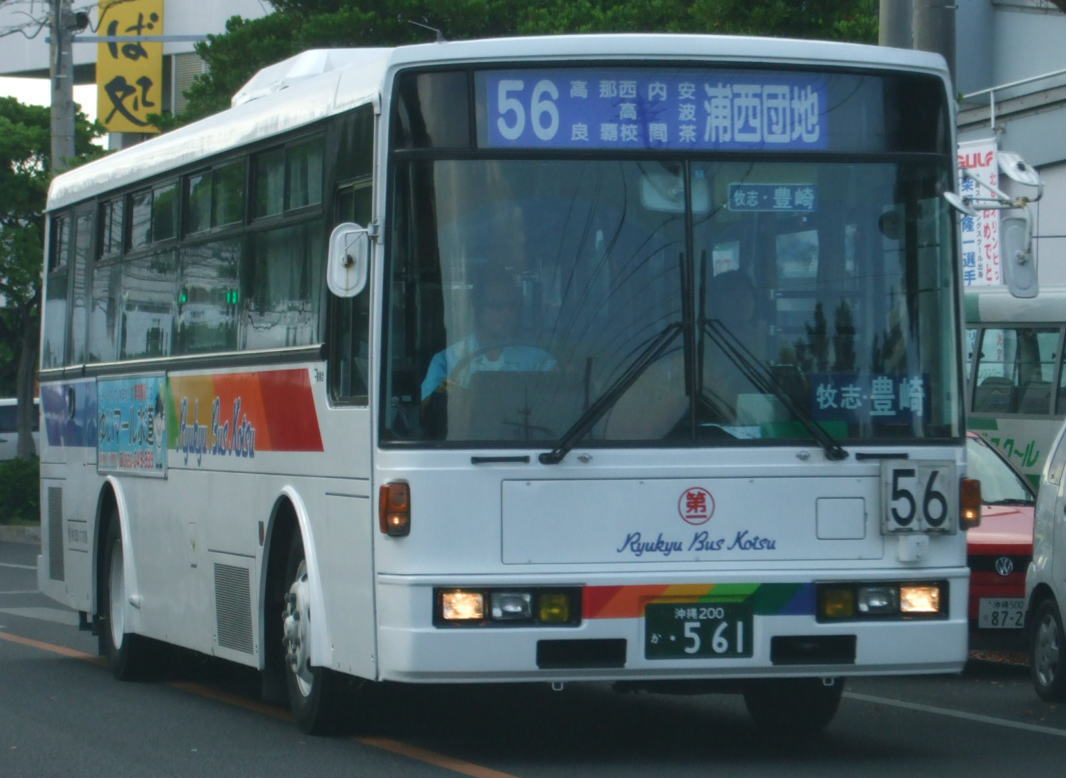
琉球バス交通となってからの導入車（京浜急行バスからの移籍車）。那覇バスの市外線・貸切車両と同一塗装で、那覇交通が末期に採用した塗装に準じる。
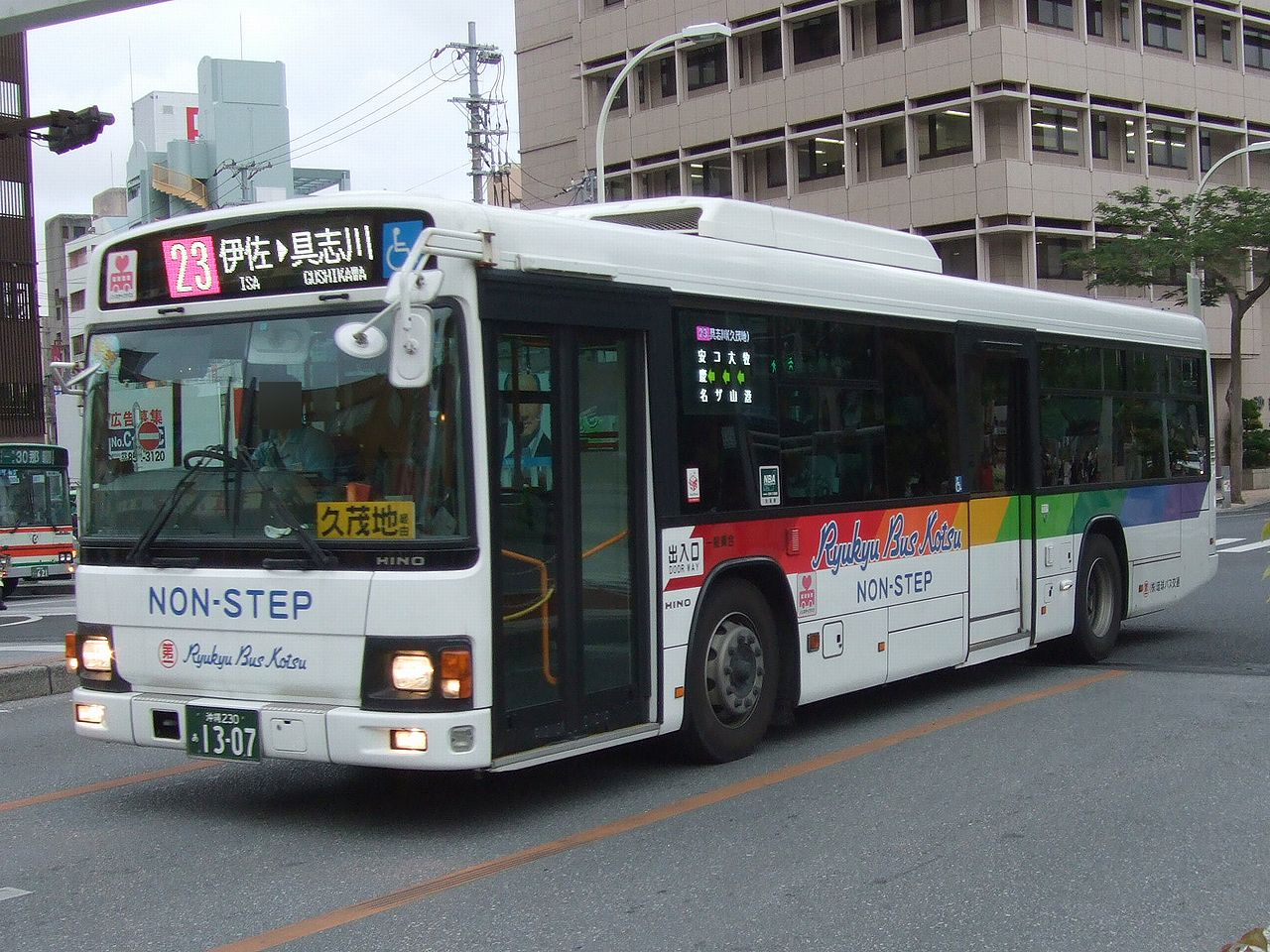
県の一括交付金により導入されたノンステップバス。写真の車両は行先表示がフルカラーLED化されている。
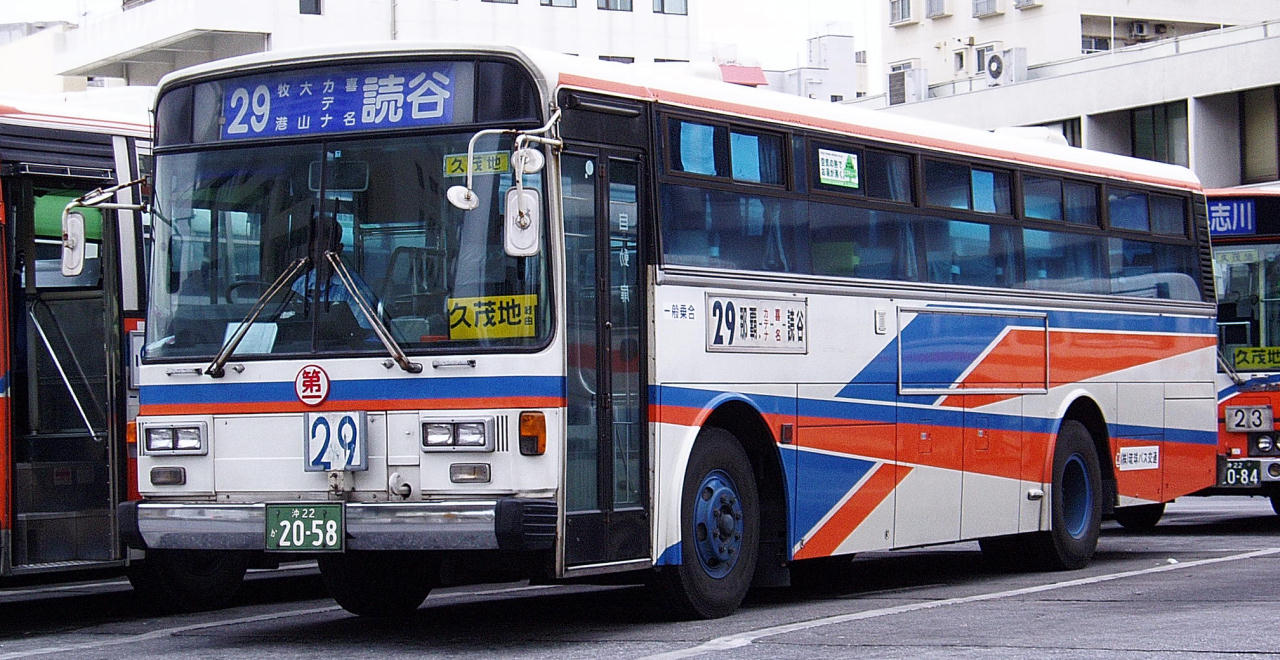
730車の代替車両。この塗装の車両はほとんどが新造車である。
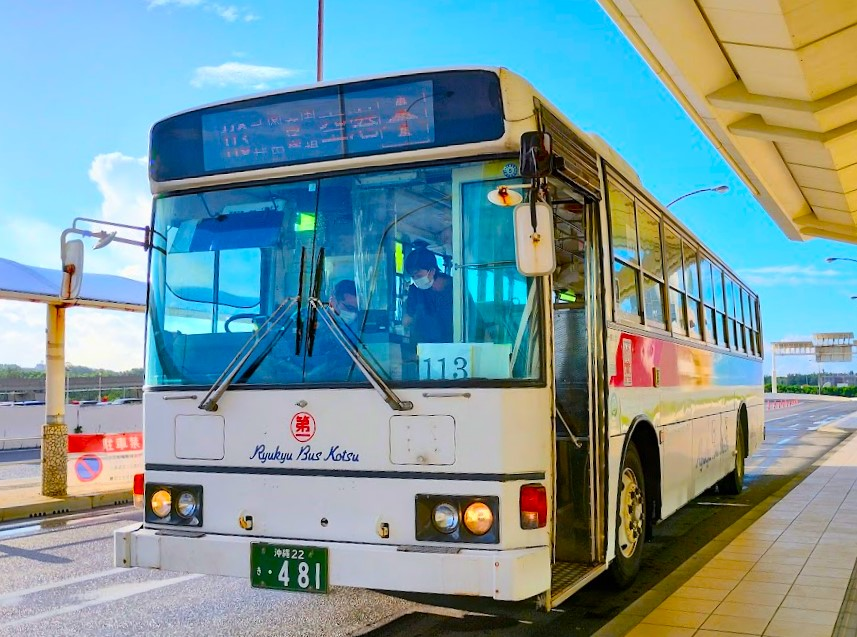
琉球バス交通となった後、米軍スクールバス色→那覇バスカラーに塗装変更され、近距離高速バス用に改造された車両（後述参照）。車内には英語表記が残っている。
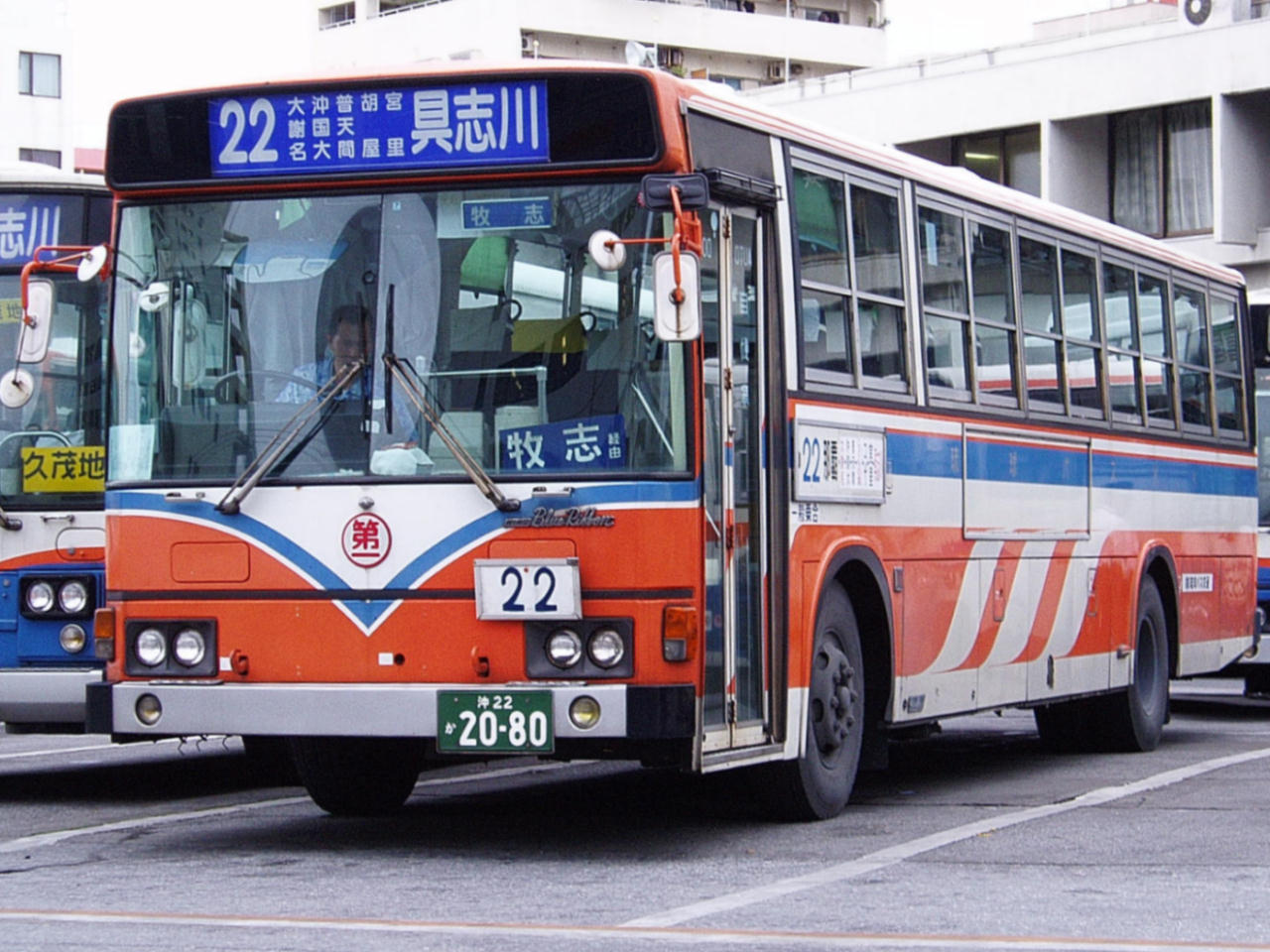
琉球バス時代の元米軍スクールバス色。琉球バス交通になってからは一部が那覇バス塗装に変更された。
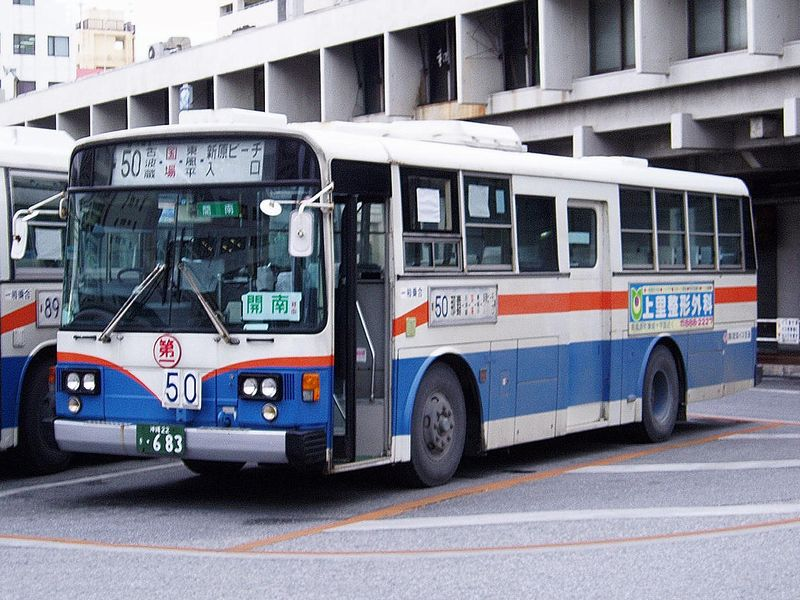
琉球バス時代に購入された中古車。730車の塗装をベースにやや塗り分けを簡略化している。かつては多数を占めたが車両の置き換えが進みその数は激減している。
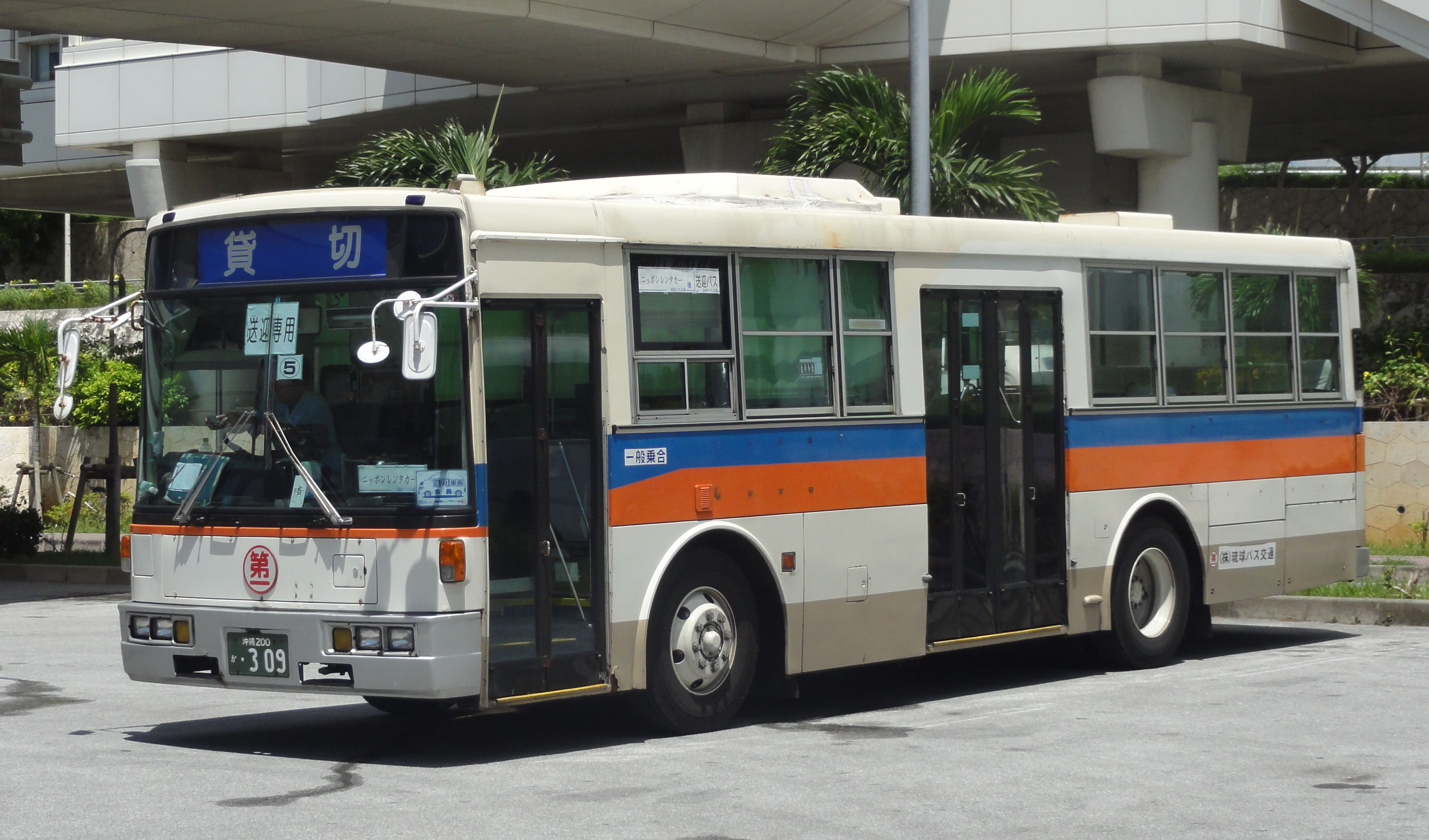
琉球バス時代に東京都交通局より譲り受けた中古車。裾部のベージュ色を残し、簡略化した塗り分けの帯を入れている。
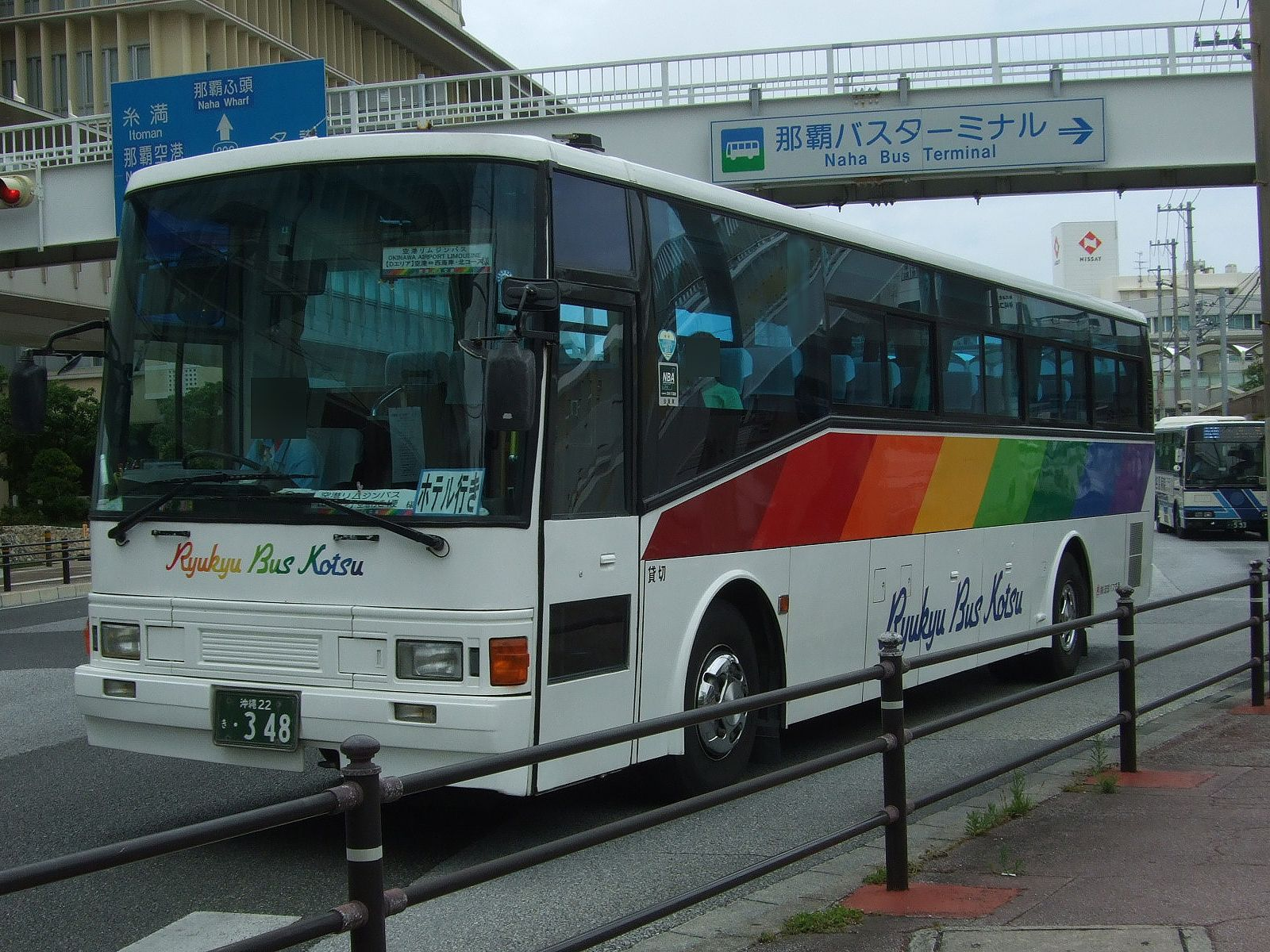
貸切車。琉球バス時代に導入された車両であるが琉球バス交通発足後に塗り替えられた。
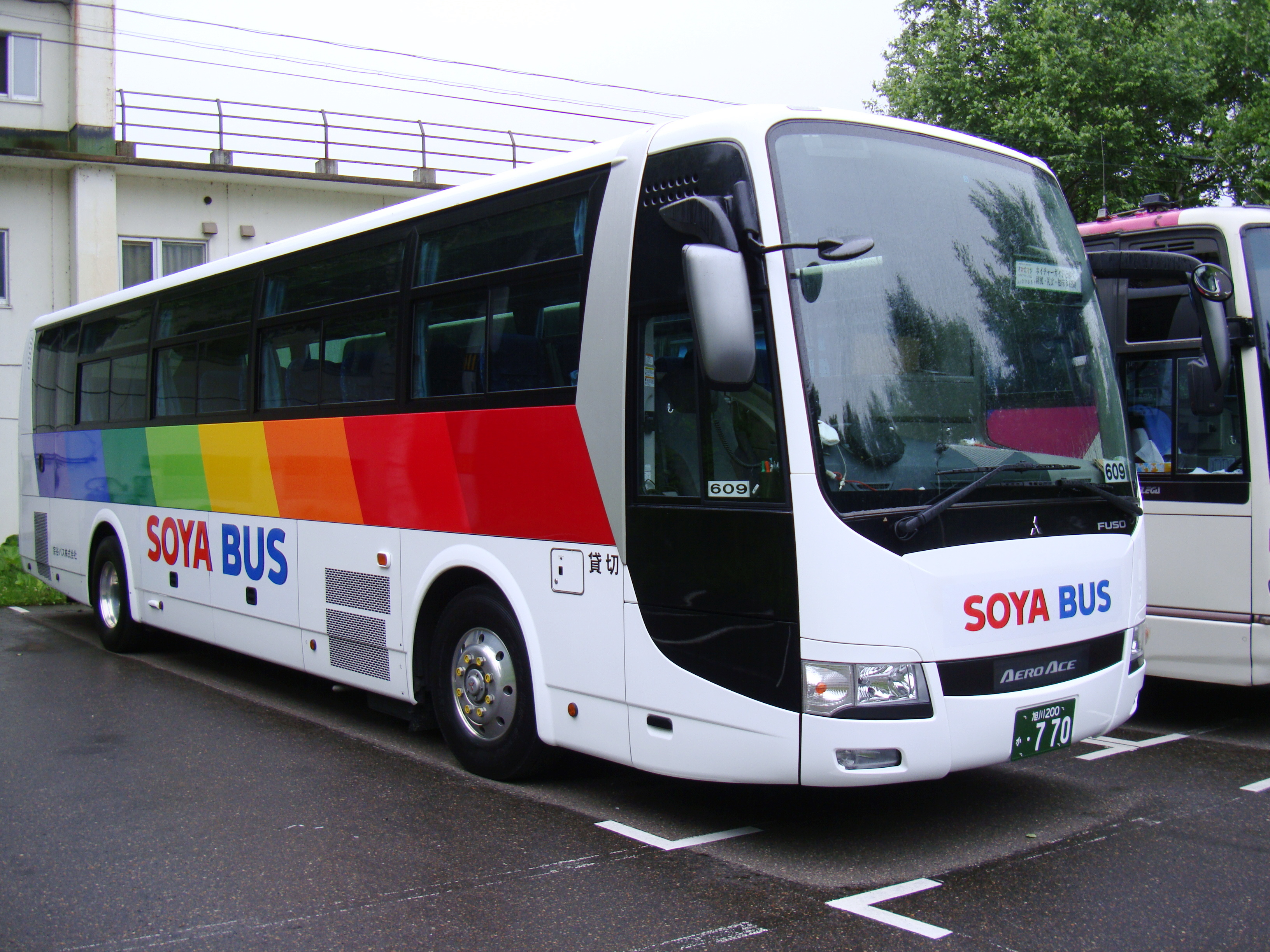
琉球バス交通となってから新車で導入された貸切車。宗谷バスにリース中のためナンバープレートと社名表記は変えられている。
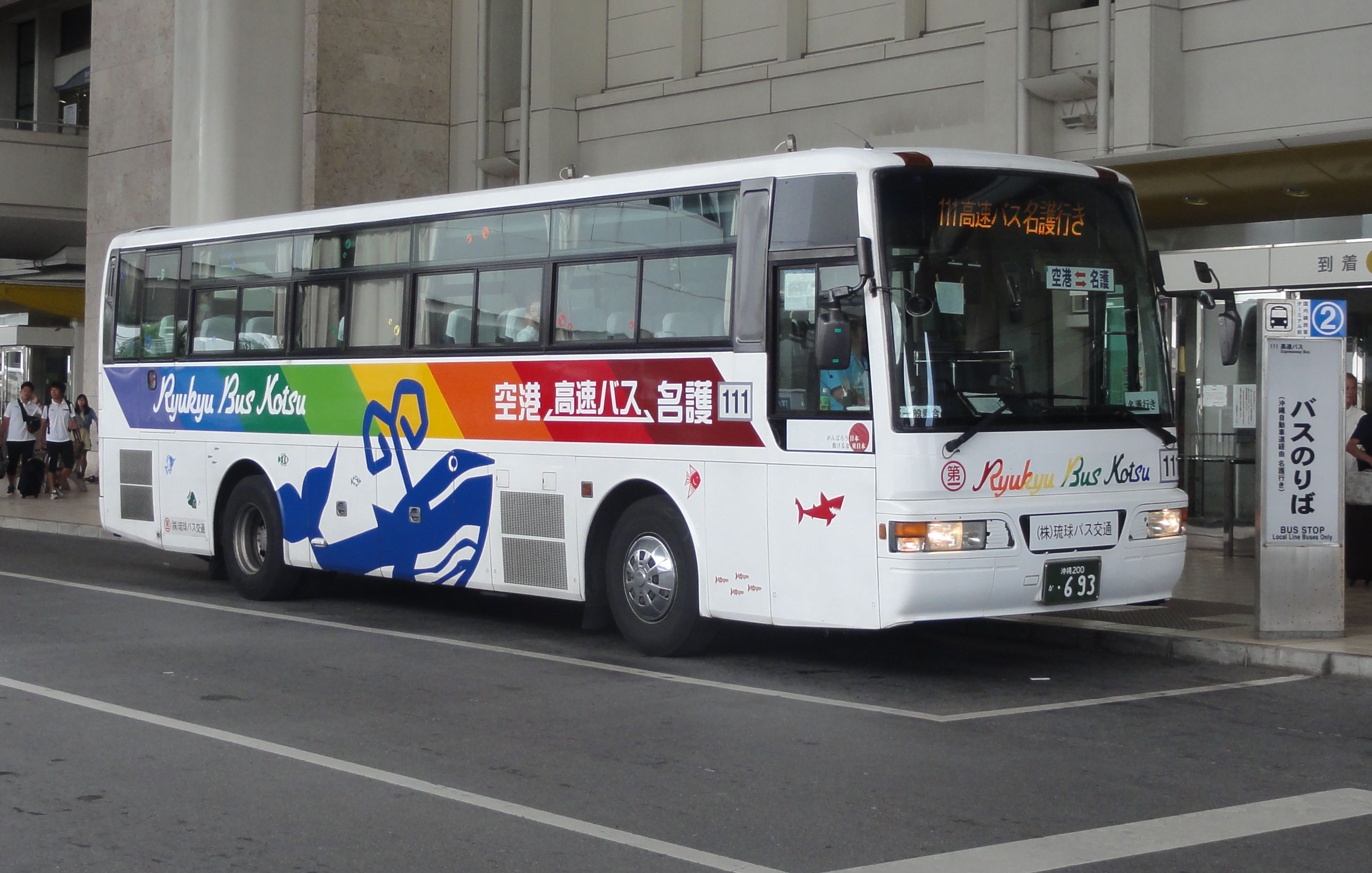
高速バス用の車両。貸切バスカラーをベースにイラストや標記が入る。

### 琉球バス
1978年の道路交通方式変更時に導入された車両（いわゆる730車）が、日産ディーゼルと日野車であったため、それ以降代替に関しては新造車、中古車に関係なく日産ディーゼル車と日野車を中心に導入されてきた。尚、先述の730車に富士重工製車体が純正車体となる日産ディーゼル車が多かった影響から、1980年代中盤以降の新造車は米軍スクールバスを除き、シャーシメーカー問わず富士重工製車体の導入が多かった。
路線車両の塗装には、730車、730車の代替車、沖縄県外からの中古車、米軍スクールバスからの転用車、貸し切りバスからの転用車の5種類のデザインが存在した。他社の塗装デザインが比較的統一されていたのに対し、琉球バスの塗装パターンが複数あるのは、当初の車両の目的（観光用、スクールバス用など）の終了後もそのままの塗装で一般路線に使用され、また経営悪化によりそれらの塗装の共通化が進まなかったことが原因となっている。

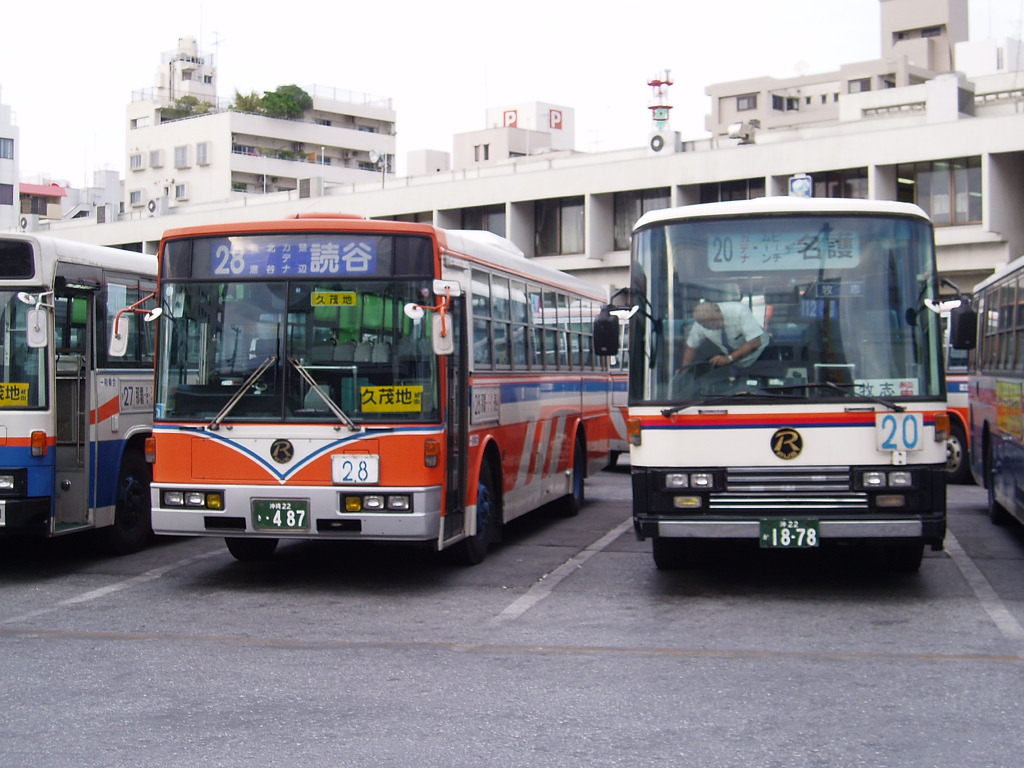
左は元米軍スクールバス色、右は観光バス色。いずれも一般路線用に転用後であるが、一般路線用の塗装へとはならなかった。
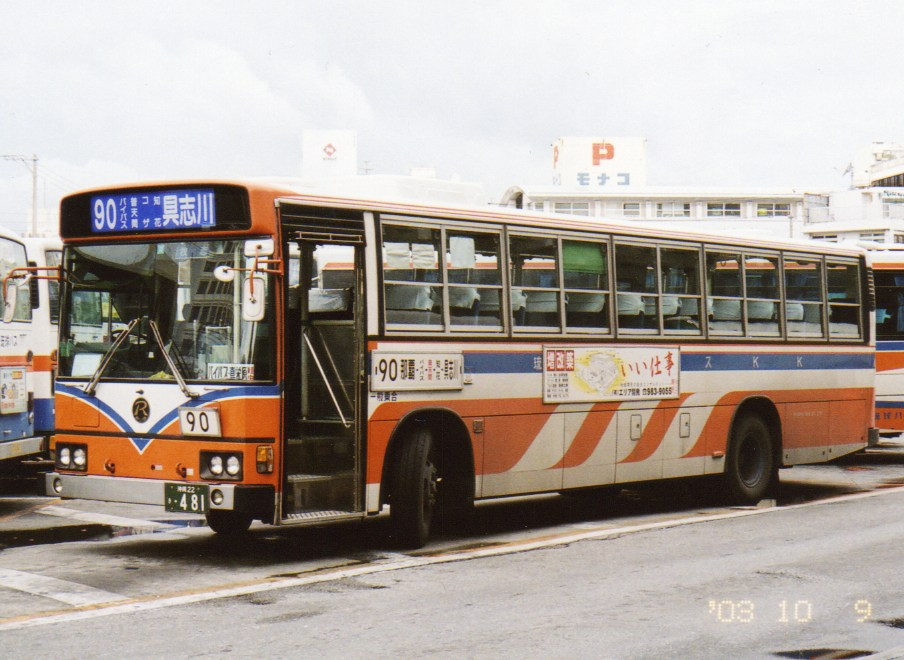
元米軍スクールバス色。新車導入されたため、契約終了後も塗装そのまま路線用に使用された。写真の車両（上述）は琉球バス交通移管後に高速バスに転用された際に那覇バスカラーに塗り替えられ、中古のフロントバンパーに取り替えられてナンバープレートも正規の位置に移設された。
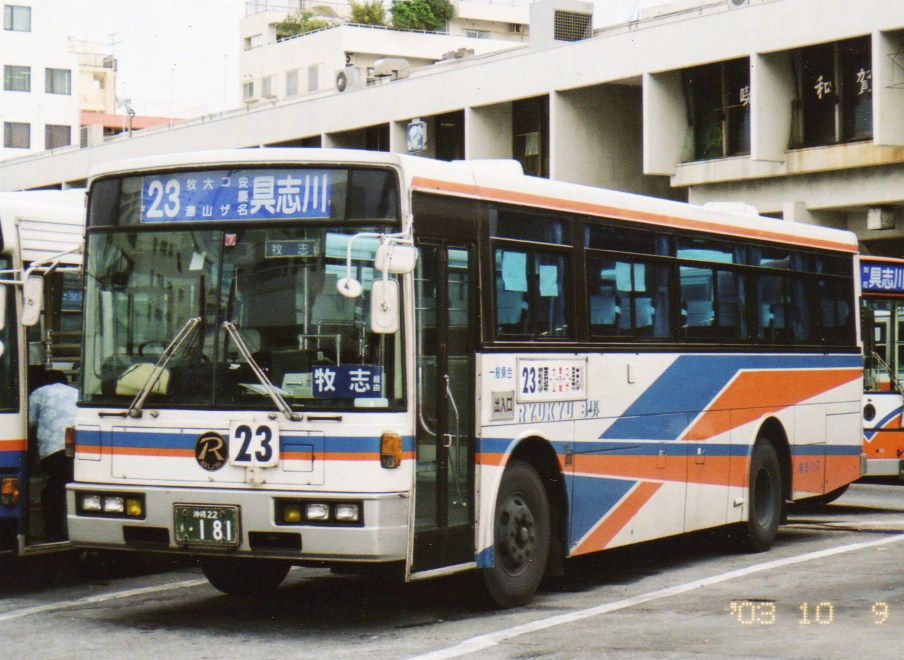
長距離塗装とも言われた。現在は、「Rマーク」が「第一マーク」に変更となっている。
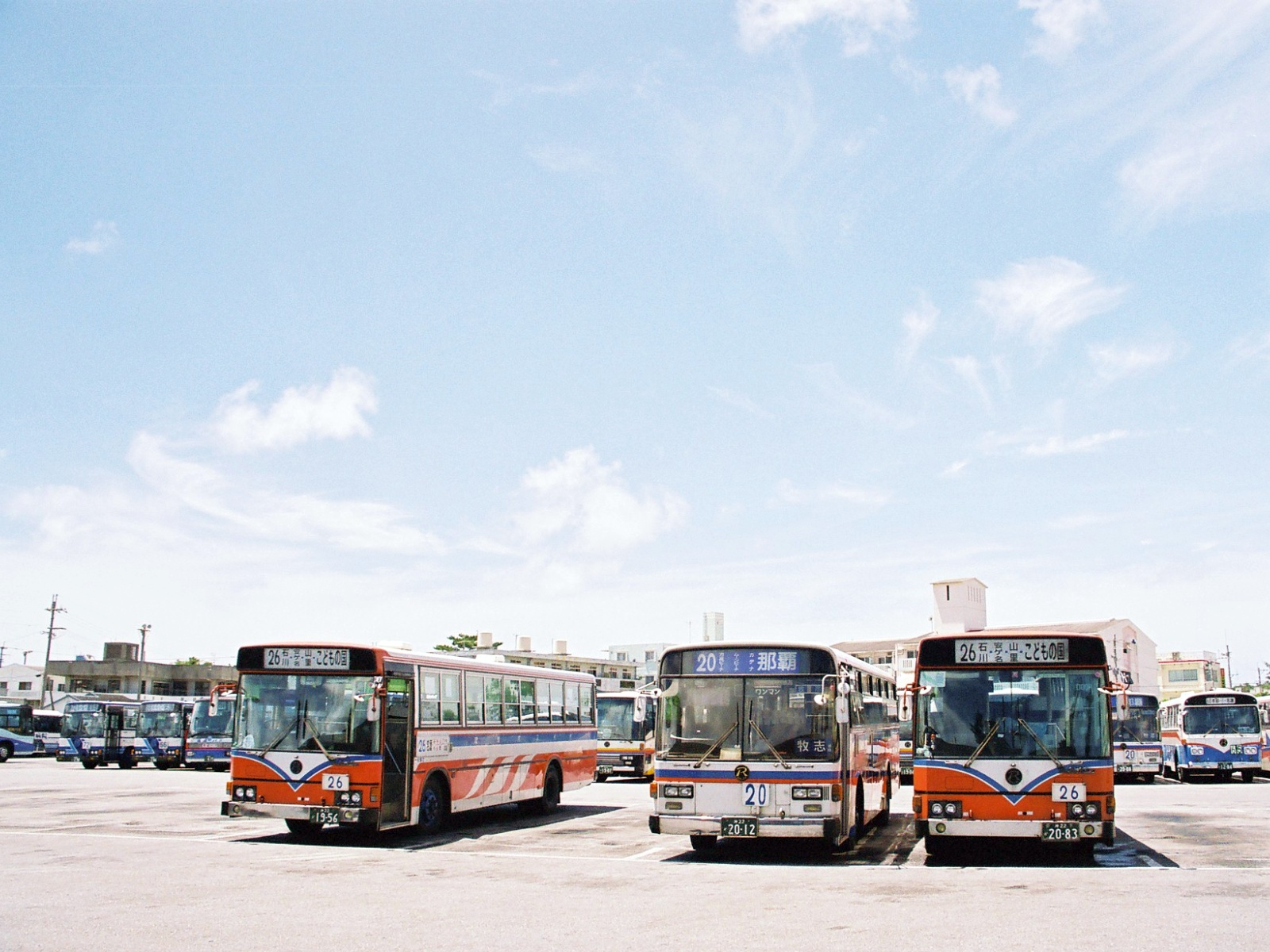
名護バスターミナルで休む車両群

### 730車
1978年の道路交通方式変更（730）の際には、一般路線用として日産ディーゼル車、米軍スクールバス用として日野車（東陽バスと同じ型）が導入された。
日野車はかなり前に全車が廃車となり、日産ディーゼル車は琉球バス末期に車体更新を受けて動態保存されることが決定したが、琉球バス交通になった後に廃車が決定し、2007年5月に廃車となった。

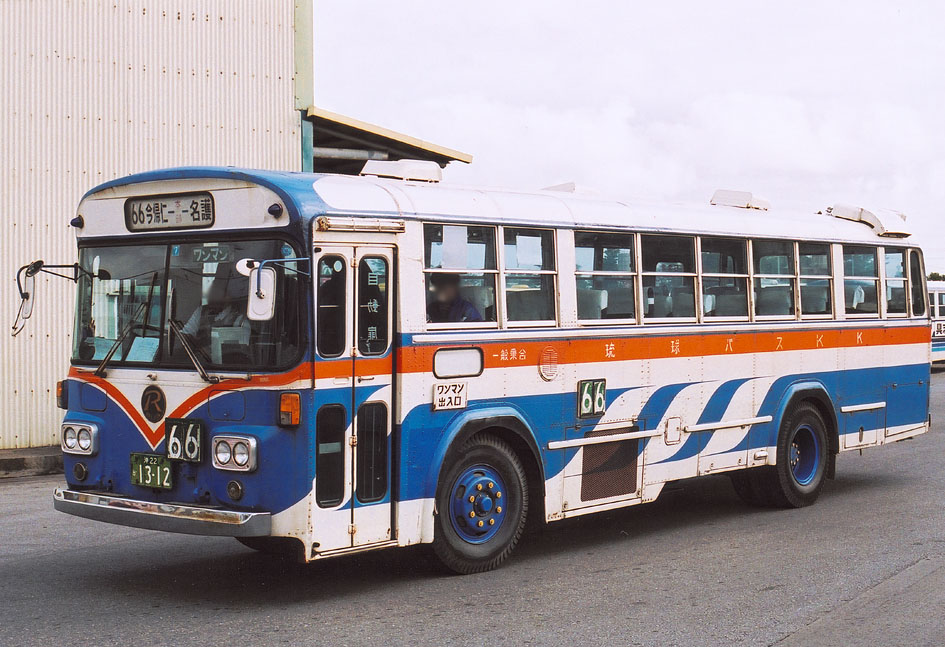
一般路線用の日産ディーゼル車
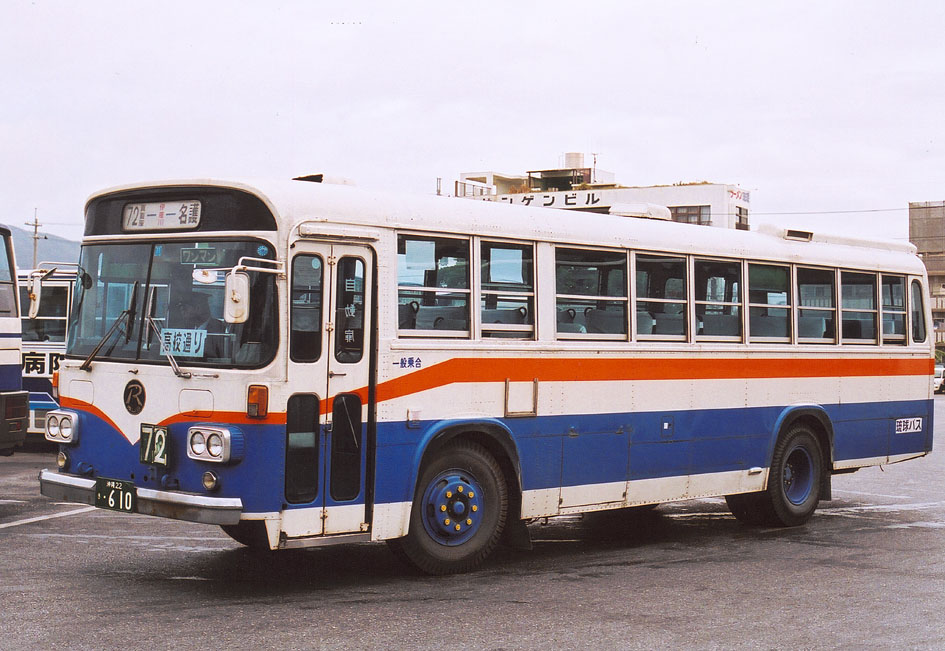
米軍スクールバス用の日野車

### 車内放送
琉球バス交通の停留所案内は、音声合成放送を導入している。
- 中古で導入したクラリオン製の機材を使用していた（那覇バスと同じ）。クラリオン製の音声合成放送は電子チャイムが鳴る。
  - 那覇バスに導入されている機材と比較すると、音声合成の声質が若干高めに設定されている。
  - 放送操作盤は8トラテープ装置時代のものをそのまま使用しているため、音声合成放送装置の電源が入っている間、テープ起動ランプは常についたままになっている。（車両移籍等で新しく入った同メーカーの放送操作盤は、テープ起動ランプは廃止され、その代わり、電源確認ランプが新たに設置された）
- 音声合成装置の取り付け方は、以下の種類に分けられる。
  - 以前からある8トラの外枠を再利用し設置（空いた部分は黒いテープで養生）
  - 運転席後方座席または横・上のスペースに直接据え付け
  - 乗客から見えない場所に収納しているバスもごく希少だがある。

琉球バス交通の運賃箱は以下の特徴があり、車内放送では以下の注意点が放送される。
- 「車内転倒事故防止のため、走行中の運賃支払い、および、両替はできませんので、お降りの際にお願いします」
  - 乗り降り扉が閉鎖されると、上記の安全性の確保から運賃箱の運賃支払い、両替の機能が自動停止される。

2015年の運賃箱更新のタイミングに合わせ、音声合成放送および運賃表示器（デジタル数字型→液晶ディスプレイ型）も更新され、レシップモデルの小田原機器の機材が順次導入されている（これに合わせ、つぎ止まりますの放送、車外スピーカーでの行先案内、ドア閉時の発車しますの自動放送がされるようになった）。なお、各装置の系統設定は運賃箱の乗務員用操作パネルにて一括設定が可能となり、各装置での設定は不要となった。また、運賃箱の一括設定で、整理券発行機（形式が古すぎる一部を除く）、レシップ製のLED系統方向幕、バスロケーションのGPSも併せて設定でき、乗務員の出発前各機器設定が大幅に省力化された。

### 運賃箱
琉球バス交通となってから、レシップ製 NF-3を全車へ導入したが、2015年4月からのICカード「OKICA」へ対応するため、同年2月より順次小田原機器製のRX-FTS型運賃箱へ機器更新（東陽バス以外の3社は同機種を採用）。